# Александровская крепость

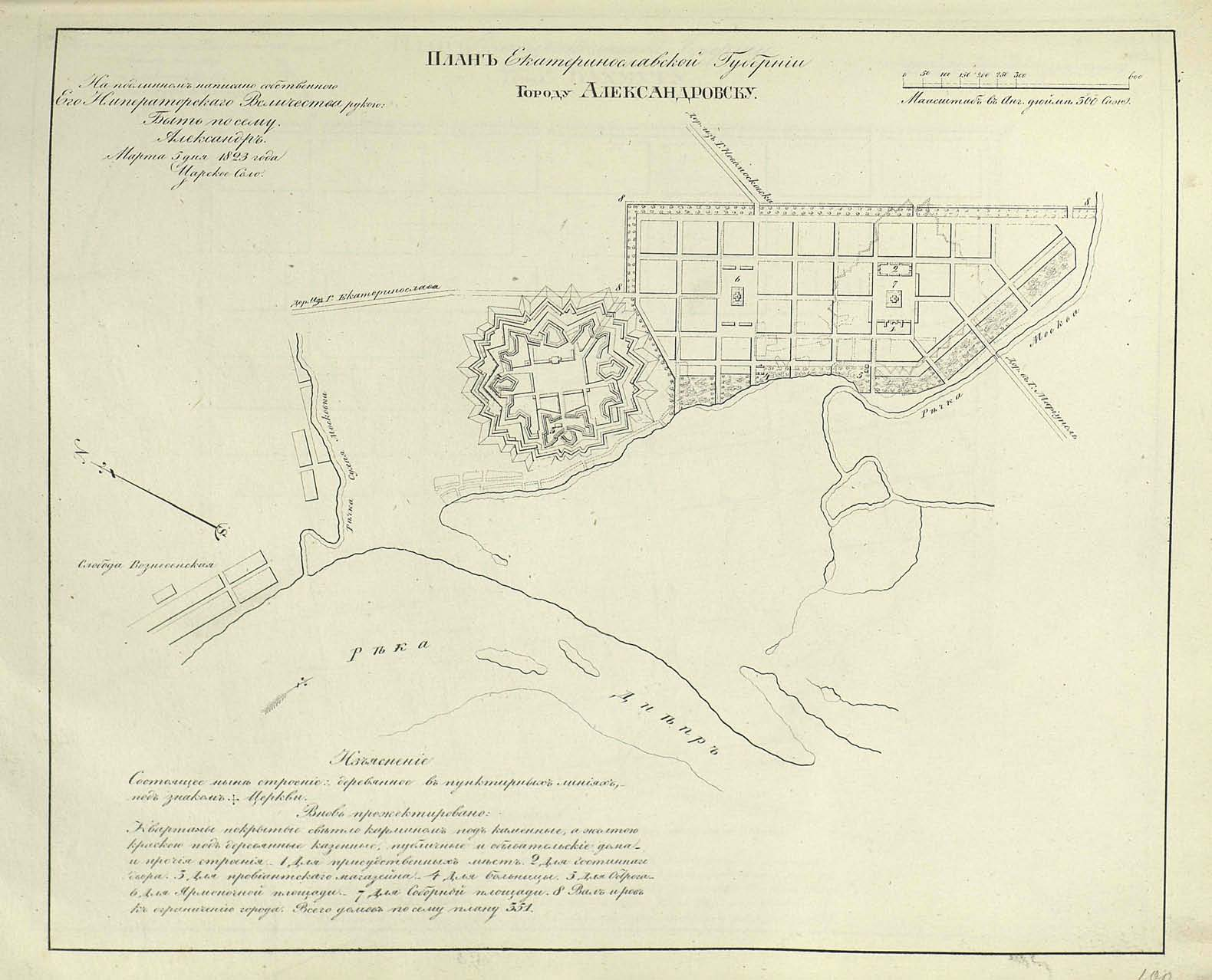
План Александровска 1823 года с крепостью в центре. Лист из «Книги чертежей и рисунков» — приложения к Полному собранию законов Российской империи

Александровская крепость — батальонная крепость Днепровской линии Российской империи.
Начало строительства — август 1770 года. Крепость строилась для защиты от набегов буджакских, перекопских и крымских татар. Начала строиться первоначально на реке Мокрая Московка, а в 1771 году перенесена ближе к реке Сухая Московка. С упразднением в конце XVIII века Днепровской укреплённой линии, Александровская крепость была оставлена в числе штатных крепостей и сохранила своё значение во время правления Екатерины II. В 1800 году крепость была исключена из табеля пограничных укреплённых пунктов. Позже она переросла в город Александровск (ныне Запорожье). Долгое время считалось, что от крепости почти ничего не осталось, однако в 2019 году были обнаружены остатки земляных валов и рвов крепости.

## Описание в Военной энциклопедии 1910
Александровская крепость — батальонная крепость на берегу Днепра, при устье р. Московки, на правом фланге пограничной Днепровской линии.
Постройка Александровской крепости была начата в 1770 году и к 1775 году ещё не была окончена, однако находилась в состоянии обороны, достаточном для отражения нападения крымских татар. С упразднением в 1784 году Днепровской укреплённой линии, Александровская крепость была оставлена вместе с аналогичной Петровской крепостью у Азовского моря (другой, левый фланг линии); обе крепости были включены в число штатных крепостей и сохранили своё значение во время правления Екатерины. Гарнизон крепостей был определён в один батальон, как это и проектировалось. Другое требование состояло в том, чтобы крепости были довольно обширными. Расположение крепостных верков, поэтому, отличалось своеобразностью и особенностями, которые раньше не встречались.
Главная ограда состояла из капонирных или полигональных фронтов, расположенных в правильном четырёхугольнике. Посредине фронтов были сомкнутые земляные постройки, в виде маленьких цитаделей, редутов или даже фортов, которые в то же время заменяли капониры для продольного обстреливания главы, крепостного рва. Они были отделены от главы, вала и походили по начертанию на горнверки или другие вспомогательные постройки меньшего размера.
Такое расположение отвечало обороне малыми силами, чтобы в случае крайности гарнизон мог не занимать главный вал (с открытой горжей), а сосредотачиваться в одних указанных постройках, из которых хорошо обстреливались и главная ограда со рвом, и внутренность крепости.
Труднее было согласовать с малочисленностью гарнизона усиленную оборону прикрытого пути с разрезным гласисом. Можно только предположить, что одновременное занятие главного вала и прикрытого пути рассчитывалось на тот случай, когда гарнизон мог получить значительное подкрепление извне. Тем не менее и в этом случае, по сравнительной обширности верков, рациональнее было бы занять сильнее главную ограду, совершенно отказавшись от обороны прикрытого пути и гласиса, представлявших по своему расположению и устройству скорей неудобство, чем улучшение крепостной обороны. По ведомости о вооружении пограничных крепостей за 1799 год Александровская крепость ещё значилась, а в табель пограничных укреплённых пунктов, составленный в 1800 году, она уже включена не была.

## Название
Однозначной точки зрения в честь кого была названа крепость нет. Распространённой и долгое время единственной относительно происхождения названия крепостей Днепровской линии, и в частности Александровской крепости, была версия Аполлона Скальковского. Он считал, что императрица Екатерина II назвала крепости новой укреплённой линии в честь важнейших сановников, в частности Александровскую — в честь князя Александра Вяземского. Такого же мнения придерживался и Я. П. Новицкий.
В 1960-х годах запорожский краевед В. Г. Фоменко предположил, что семь крепостей Линии были названы именами шести генерал-фельдмаршалов — высших военачальников русской армии и одного генерал-аншефа — выдающегося флотоводца. Согласно этой версии, Александровская крепость получила своё название в честь генерал-фельдмаршала Александра Голицына. Эта версия изложена у многих краеведов.
В 2002 году профессор А. И. Карагодин выдвинул гипотезу, что Екатерина II называла новые крепости в честь святых, имена которых были указаны в церковном календаре за первую половину 1770 года.
В 2013 году А. В. Макидонов выдвинул версию, что имена крепостям Днепровской линии были даны в честь членов Совета при высочайшем дворе, заседавших в период 1769—1770 годов и имевших непосредственное отношение к выработке решений по созданию Линии. По этой версии, Александровская крепость была названа коллективным именем трёх членов Совета — вице-канцлера Коллегии иностранных дел князя Александра Михайловича Голицына, генерал-прокурора князя Александра Алексеевича Вяземского и генерал-фельдмаршала князя Александра Михайловича Голицына.

## История
В 1768 и 1769 годах населённая часть Новороссийской губернии и Запорожья были опустошены набегами Крымской орды под предводительством хана Кырым-Герая. Эти набеги вызвали войну с Турцией. В 1770 году, когда война перешла за рубеж Новороссийской губернии, а русские войска укрепились на Таганрогской линии, Екатерина II повелела Сенату устроить новую Днепровскую линию, отделяющую Новороссийскую губернию и Запорожские вольности от татарских владений, начиная от Азовского моря степью по рекам Берде, Конке и до Днепра.

### Строительство
Согласно первоначальному проекту генерал-поручика Михаила Деденёва крепость должна была быть батальонной, и иметь на вооружении 170 пушек, 30 мортир и 6 гаубиц. По первоначальной смете возведение Александровской крепости должно было обойтись в 314 599 рублей. Хотя крепость планировалась как батальонная, однако в ней не должен был находиться административный центр Днепровской линии. Центр планировалось разместить в Кирилловской крепости, которая должна была располагаться посредине Линии. Однако именно Александровская крепость стала наибольшей крепостью и центром Линии. Расстояние от крепости до Екатеринослава — 81, Павлограда — 112, от Перекопа — 109 верст.
13 августа 1770 года через Самарь на р. Московку двинулся многочисленный обоз под командованием полковника Вилема фон Фредерздорфа с батальоном солдат, с массой рабочего и семейного народа, с детьми и всякими пожитками. Прельщённая богатством угодий дикой степи, многочисленная масса переселенцев на новую Линию состояла из семейств отставных солдат, бросивших пепелища на старой Украинской линии.
15/16 августа Фредерздорф был уже на р. Московке где стал лагерем, заняв Миниховский ретраншемент и несколько бывших здесь запорожских зимовников. О планах строительства Днепровской оборонительной линии запорожский Кош не был поставлен в известность. Уже 25 августа 1770 года в официальных бумагах с лагеря при
Московке, Фредерздорф упоминает о крепости Александровской
Согласно преданиям, до построения Александровской крепости и основания города, по pекам Сухой и Мокрой Московкам было изобилие дубовых лесов, которые при выходе в долину Днепра сливались с лесом Великого Луга. В Днепре, ниже крепости в Великом Лугу и выше на порогах, было изобилие рыбы — осетров, стерлядей, лещей, судаков, сазанов, щук, сомов, сельдей и другой мелкой рыбы. Лов вёлся также в озёрах и речках Конке, Мокрой Московке, Кучугумовке, Волчей.
В первую зиму при строительстве крепости вырубался лес, в два обхвата дубы шли на отопление новых поселенцев. В первую зиму 1770 года на строительстве крепости работало не менее 800 человек. Для начальства были построены деревянные дома, для солдат — казармы, а для всех остальных — землянки, в которых размещалось по нескольку семейств, а лопатники отдельно по 40 человек каждый. Защиту стройки выполняли донские казаки.
Строительство крепости с 1770 года по 1775 год велось инженером полковником Яковом Бибиковым при участии военных инженеров — подполковника Андрея Ланина, капитанов — Фёдора Алексеевича Наковальнина и Александра Вахтина, поручика Путимцева и прапорщика Александра Мусин-Пушкина. Полковник Вилем фон Фредерздорф был первым комендантом Александровской крепости в 1770—1774 гг.
В фондах Центрального госархива военной истории сохранился «План реки Московки», который позволил краеведу В. Г. Фоменко установить место первых жилищ на территории Александровска, то есть обнаружить исторический центр города. Согласно В. Г. Фоменко землянки солдат крепости стояли на месте театра имени Магара и сквера напротив него.
Александровская крепость на Сухой Московке по форме напоминала огромную многоугольную звезду диаметром около 1 километра, окружённую земляным валом. Её площадь составляла 105 десятин (около 120 гектаров). На нынешней карте Запорожья крепость можно условно разместить между улицами: Соборным проспектом, Крепостной, Школьной и Украинской (ранее, соответственно, проспектом Ленина, Грязнова, Украинской, Героев Сталинграда).

### Население
Одновременно с построением Днепровской линии правительство было озабочено заселением прилежащих к крепостям мест оседлым народом. Однако из-за войны с Османской империей (Турцией), неурожаев и опасных болезней, желающих селиться было слишком мало; по преимуществу сюда стягивались бобыли и малосемейные отставные солдаты из Украинской линии, да кое-где к ним присоединялись казаки Запорожского коша. Последние вызвали законное негодование казацкой старшины и было дано поручение изгнать их из крепости в казацкие полки. Согласно распоряжению Сената от 30 ноября 1773 года на строительстве Линии было решено использовать труд и отправлять на поселение осуждённых на каторгу преступников.
Население крепости, и позднее города, страдало от частых эпидемий — холеры, чумы, возникавших на юге Российской империи (Новороссии). Яков Новицкий среди эпидемий упоминает сибирскую язву. Наиболее чувствительные последствия эпидемий были в 1771—1772 годах. Много поселенцев умирало. Частые неурожаи, голод также не способствовали росту населения. В метрической книге Покровского собора за 1774 год зарегистрировано 470 смертей, тогда как население на 1783 год составляло 901 человек.
С 1772 года, во время войны с Османской империей (Турцией), когда появилась чума, в Александровске было два лазарета: полевой, 2-й армии (до 1775 года), а также лазарет пограничного батальона и инженерной команды. При появлении чумы в 1774 году — в трёх верстах от крепости, на левой стороне реки Мокрой Московки был учреждён пограничный карантин, который существовал до 1791 года. Основанное в то время запорожскими казаками предместье города, ближайшее к Карантину (на правой стороне Мокрой Московки) стало называться Карантинка. Приблизительно в те же годы при крепости была создана линейная аптека.

### Первые городские здания
В 1775 году, по окончании земляных работ, в крепости было построено несколько деревянных и кирпичных домов для обер-коменданта и коменданта с их канцеляриями и штатом, и для остальных штаб и обер-офицеров; затем, для размещения нижних чинов — 8 обширных казарм; для других учреждений и назначений крепости — аптека, госпиталь, школа, провиантский запасный магазин, пороховой погреб, цейхгауз и острог.
На полную достройку крепости предусматривалось направить 3000 мастеровых и работных людей, 330 погонщиков с волами и потратить более 55 тысяч рублей. Возведение крепости тормозилось отсутствием строительных материалов, в первую очередь дерева. В степной зоне с этим были проблемы. За короткий период времени леса, росшие по берегам рек, почти все были истреблены.
Для религиозных нужд войск в 1772 году в крепости имелась походная церковь-палатка во имя Св. Георгия Победоносца, при которой находились два священника, а в 1773 году инженерной командой из казённых материалов линейного ведомства (кирпича и дерева) была построена новая Свято-Покровская церковь.
Из Александровской крепости, согласно указу 1786 года, существовало почтовое сообщение с Крымом.

### Вознесенка
В 1797 году, после упразднения крепостей Днепровской линии, все солдаты были оставлены на собственном иждивении. Освободив казённые казармы и дома, солдаты тут же за валами крепости, близ устья Сухой Московки и «Климовой груши», поселились в слободе Вознесенская (Солдатской слободке), незадолго до этого основанной «престарелыми капралами».

### Батальонная школа
В бумагах Покровского собора есть намёки на существование батальонный школы в Александровске в 1770-х и в начале 1780-х годов. Возраст учащихся — от 8 до 15 лет. Школа формировалась из детей нижних чинов, посадских жителей, «общих» (сирот и незаконнорождённых) и пленных «добровольно принявших православие» детей мусульман — татар и турок.